# متأخر الخصية الزبادي
متأخر الخصية الزبادي (الاسم العلمي: Opisthorchis viverrini) هو طفيلي من المثقوبات منقولٌ بالغذاء، ويقع ضمن عائلة متأخرات الخصية التي تصيب القناة الصفراوية. يصاب الأشخاص بها بعد تناول الأسماك النيئة أو غير المطهية جيدًا، وتسمى العدوى بالطفيلي بداء متأخرات الخصية. تزيد الإصابة بمتأخر الخصية الزبادي من خطر حدوث سرطانة الأقنية الصفراوية.